# Алоиз Гонзага фон Лихтенщайн
Алоиз Гонзага Йозеф Франц де Паула Теодор фон Лихтенщайн (на немски: Alois Gonzaga Joseph Franz de Paula Theodor Fürst von Liechtenstein; * 1 април 1780, Виена; † 4 ноември 1833, Прага) е принц/княз от род Лихтенщайн, императорски австрийски „фелдцойг-майстер“.

## Живот
Той е най-малкият син на императорския фелдмаршал княз Карл Боромеус фон Лихтенщайн (1730 – 1789) и съпругата му принцеса Мария Елеонора фон Йотинген-Йотинген и Йотинген-Шпилберг, херцогиня Лори (1745 – 1812), дъщеря на кназ Йохан Алойз I фон Йотинген-Шпилберг (1707 – 1780) и херцогиня Терезия Мария Анна фон Холщайн-Зондербург (1713 – 1745). Брат е на Карл Боромеус Йохан Непомук (1765 – 24 декември 1795, в дуел), Йозеф Вензел (1767 – 1842), свещеник в Залцбург, фелдмаршал-лейтенант Мориц Йозеф Йохан Баптист (1775 – 1819) и Франц Алойс Криспин (1776 – 1794, убит).
Алоиз Гонзага започва, както баща му и братята му, през 1798 г. военна кариера в императорската войска и става лейтенант. Той участва във Втората война на коалицията като обер-лейтенант, повишен е на хауптман, участва в похода в Швейцария (1799) и през 1800 г. е повишен на майор в сухопътния „регимент Нр. 12“.
В похода от 1800 г. при Шонгау на Лех той участва въпреки раняването му. През 1801 г. левият му крак е ранен от французите и попада в плен. След мира и повишението му на полковник-лейтенант той е награден на 18 август с „рицарския кръст“ на „ордена на Мария Терезия“. През Третата война на коалицията той е полковник и на 20 октомври 1805 г. попада във френски плен заедно с императорските войници от Улм.
През 1809 г. е повишен на генерал-майор и Франц I го прави главен собственик на „регимент му Нр. 12“ за цял живот. Той участва като бригаден командир в похода от 1809 г. в Бавария и на Дунав. Алоиз Гонзага е ранен няколко пъти и веднага е изпратен за лечение във Виена. Император Франц отива лично на болничното му легло и му дава командирския кръст на Ордена Мария Терезия.
През 1812 г. Алоиз Гонзага командва бригада и се отличава в битките. През 1813 г., като фелдмаршал-лейтенант, командва сухопътна дивизия и се бие при Дрезден и Лайпциг. През 1814 г. той е командир на своя корп във Франция. През 1815 г. командва австрийския резервен корп.
След войната той е близо до императора и през декември 1826 г. става командващ генерал в Моравия и през юли 1829 г. до смъртта си в Бохемия. На 21 октомври 1830 г. е повишен на фелдцойг-майстер и император Франц го прави рицар на австрийския орден на Златното руно.
Алоиз Гонзага фон Лихтенщайн умира неженен на 53 години на 4 ноември 1833 г. в Прага.